# Calcio a 7-un-lato ai XV Giochi paralimpici estivi
Il torneo di calcio a 7-un-lato dei XV Giochi paralimpici estivi è stato giocato dal 8 al 16 settembre 2016 presso l'Estádio de Deodoro. Vi hanno partecipato otto squadre maschili composte da atleti con disabilità mentale.
La disciplina non sarà disputata ai successivi giochi paralimpici di Tokyo 2020 in seguito alla decisione del comitato paralimpico internazionale sugli sport da ammettere al programma.

## Calendario
| Maschile | G |  | G |  | G |  | SF |  | B | F |

| G | Gironi eliminatori | SF | Semifinali | B | Finale medaglia di bronzo | F | Finale medaglia d'oro |

## Risultati

### Fase a gruppi

#### Gruppo A
| Squadra       | Pt | G | V | N | P | PF | PS | DP  |
| ------------- | -- | - | - | - | - | -- | -- | --- |
| Ucraina       | 9  | 3 | 3 | 0 | 0 | 10 | 2  | +8  |
| Brasile       | 6  | 3 | 2 | 0 | 1 | 10 | 4  | +2  |
| Gran Bretagna | 3  | 3 | 1 | 0 | 2 | 7  | 5  | +6  |
| Irlanda       | 0  | 3 | 0 | 0 | 3 | 2  | 18 | -16 |

| Rio de Janeiro 8 settembre 2016, ore 10:00 UTC-3 | Brasile        | 2 – 1 referto | Gran Bretagna | Estádio de Deodoro (2.320 spett.)\| Arbitro: \| Jorge Barbisan \| |
| Arbitro:                                         | Jorge Barbisan |               |               |                                                                   |

| Rio de Janeiro 8 settembre 2016, ore 14:00 UTC-3 | Ucraina          | 6 – 0 referto | Irlanda | Estádio de Deodoro (2.368 spett.)\| Arbitro: \| Alexandre Santos \| |
| Arbitro:                                         | Alexandre Santos |               |         |                                                                     |

| Rio de Janeiro 10 settembre 2016, ore 10:00 UTC-3 | Gran Bretagna | 1 – 2 referto | Ucraina | Estádio de Deodoro (8.981 spett.)\| Arbitro: \| Paulo Volpato \| |
| Arbitro:                                          | Paulo Volpato |               |         |                                                                  |

| Rio de Janeiro 10 settembre 2016, ore 19:00 UTC-3 | Irlanda             | 1 – 7 referto | Brasile | Estádio de Deodoro (11.059 spett.)\| Arbitro: \| Skye Arthur-Banning \| |
| Arbitro:                                          | Skye Arthur-Banning |               |         |                                                                         |

| Rio de Janeiro 12 settembre 2016, ore 16:15 UTC-3 | Irlanda             | 1 – 5 referto | Gran Bretagna | Estádio de Deodoro (3.244 spett.)\| Arbitro: \| Hector Robas Bondia \| |
| Arbitro:                                          | Hector Robas Bondia |               |               |                                                                        |

| Rio de Janeiro 12 settembre 2016, ore 19:00 UTC-3 | Ucraina      | 2 – 1 referto | Brasile | Estádio de Deodoro (7.044 spett.)\| Arbitro: \| Ross Haswell \| |
| Arbitro:                                          | Ross Haswell |               |         |                                                                 |

#### Gruppo B
| Squadra     | Pt | G | V | N | P | PF | PS | DP |
| ----------- | -- | - | - | - | - | -- | -- | -- |
| Iran        | 9  | 3 | 3 | 0 | 0 | 7  | 1  | +6 |
| Paesi Bassi | 4  | 3 | 1 | 1 | 1 | 4  | 4  | 0  |
| Argentina   | 3  | 3 | 1 | 0 | 2 | 4  | 7  | -3 |
| Stati Uniti | 1  | 3 | 0 | 1 | 2 | 4  | 7  | -3 |

| Rio de Janeiro 8 settembre 2016, ore 16:15 UTC-3 | Iran                | 3 – 1 referto | Argentina | Estádio de Deodoro (2.368 spett.)\| Arbitro: \| Hector Robas Bondia \| |
| Arbitro:                                         | Hector Robas Bondia |               |           |                                                                        |

| Rio de Janeiro 8 settembre 2016, ore 19:00 UTC-3 | Paesi Bassi  | 2 – 2 referto | Stati Uniti | Estádio de Deodoro (2.223 spett.)\| Arbitro: \| Ross Haswell \| |
| Arbitro:                                         | Ross Haswell |               |             |                                                                 |

| Rio de Janeiro 10 settembre 2016, ore 14:00 UTC-3 | Argentina      | 0 – 2 referto | Paesi Bassi | Estádio de Deodoro (10.300 spett.)\| Arbitro: \| Raphael Torres \| |
| Arbitro:                                          | Raphael Torres |               |             |                                                                    |

| Rio de Janeiro 10 settembre 2016, ore 16:15 UTC-3 | Stati Uniti    | 0 – 2 referto | Iran | Estádio de Deodoro (11.326 spett.)\| Arbitro: \| Jorge Barbisan \| |
| Arbitro:                                          | Jorge Barbisan |               |      |                                                                    |

| Rio de Janeiro 12 settembre 2016, ore 10:00 UTC-3 | Iran                | 2 – 0 referto | Paesi Bassi | Estádio de Deodoro (2.222 spett.)\| Arbitro: \| Skye Arthur-Banning \| |
| Arbitro:                                          | Skye Arthur-Banning |               |             |                                                                        |

| Rio de Janeiro 12 settembre 2016, ore 14:00 UTC-3 | Argentina      | 3 – 2 referto | Stati Uniti | Estádio de Deodoro (3.047 spett.)\| Arbitro: \| Raphael Torres \| |
| Arbitro:                                          | Raphael Torres |               |             |                                                                   |

### Fase a eliminazione diretta
|  | Semifinali  | Semifinali  | Semifinali |      |         | Finale medaglia d'oro     | Finale medaglia d'oro     | Finale medaglia d'oro     |  |
|  |             |             |            |      |         |                           |                           |                           |  |
|  | Ucraina     | Ucraina     | 4          |      |         |                           |                           |                           |  |
|  | Ucraina     | Ucraina     | 4          |      |         |                           |                           |                           |  |
|  | Paesi Bassi | Paesi Bassi | 0          |      |         |                           |                           |                           |  |
|  | Paesi Bassi | Paesi Bassi | 0          |      | Ucraina | Ucraina                   | 2                         |                           |  |
|  |             |             |            |      | Ucraina | Ucraina                   | 2                         |                           |  |
|  |             |             | Iran       | Iran | 1       |                           |                           |                           |  |
|  | Iran        | Iran        | Iran       | Iran | 1       | 5                         |                           |                           |  |
|  | Iran        | Iran        |            |      |         | 5                         |                           |                           |  |
|  | Brasile     | Brasile     | 0          |      |         | Finale medaglia di bronzo | Finale medaglia di bronzo | Finale medaglia di bronzo |  |
|  | Brasile     | Brasile     | 0          |      |         |                           |                           |                           |  |
|  |             |             |            |      |         |                           |                           |                           |  |
|  |             |             |            |      |         | Paesi Bassi               | Paesi Bassi               | 1                         |  |
|  |             |             |            |      |         | Paesi Bassi               | Paesi Bassi               | 1                         |  |
|  |             |             |            |      |         | Brasile                   | Brasile                   | 3                         |  |

#### Semifinali
| Rio de Janeiro 14 settembre 2016, ore 10:00 UTC-3 | Ucraina             | 4 – 0 referto | Paesi Bassi | Estádio de Deodoro (2.010 spett.)\| Arbitro: \| Hector Robas Bondia \| |
| Arbitro:                                          | Hector Robas Bondia |               |             |                                                                        |

| Rio de Janeiro 14 settembre 2016, ore 19:00 UTC-3 | Iran         | 5 – 0 referto | Brasile | Estádio de Deodoro (3.965 spett.)\| Arbitro: \| Ross Haswell \| |
| Arbitro:                                          | Ross Haswell |               |         |                                                                 |

#### Finale medaglia di bronzo
| Rio de Janeiro 16 settembre 2016, ore 14:00 UTC-3 | Paesi Bassi    | 1 – 3 referto | Brasile | Estádio de Deodoro (6.737 spett.)\| Arbitro: \| Jorge Barbisan \| |
| Arbitro:                                          | Jorge Barbisan |               |         |                                                                   |

#### Finale medaglia d'oro
| Rio de Janeiro 16 settembre 2016, ore 17:00 UTC-3 | Ucraina      | 2 – 1 (d.t.s.) referto | Iran | Estádio de Deodoro (9.305 spett.)\| Arbitro: \| Ross Haswell \| |
| Arbitro:                                          | Ross Haswell |                        |      |                                                                 |

### Incontri per i piazzamenti finali

#### 7º/8º posto
| Rio de Janeiro 14 settembre 2016, ore 14:00 UTC-3 | Irlanda        | 1 – 2 referto | Stati Uniti | Estádio de Deodoro (2.800 spett.)\| Arbitro: \| Jorge Barbisan \| |
| Arbitro:                                          | Jorge Barbisan |               |             |                                                                   |

#### 5º/6º posto
| Rio de Janeiro 14 settembre 2016, ore 16:15 UTC-3 | Gran Bretagna       | 2 – 0 referto | Argentina | Estádio de Deodoro (3.131 spett.)\| Arbitro: \| Skye Arthur-Banning \| |
| Arbitro:                                          | Skye Arthur-Banning |               |           |                                                                        |

## Podio
| Oro     | Argento | Bronzo  |
| Ucraina | Iran    | Brasile |

## Classifica
| Posizione | Squadra       |
| --------- | ------------- |
| 1         | Ucraina       |
| 2         | Iran          |
| 3         | Brasile       |
| 4         | Paesi Bassi   |
| 5         | Gran Bretagna |
| 6         | Argentina     |
| 7         | Stati Uniti   |
| 8         | Irlanda       |